# پرواز ۹۸۱ ترکیش ایرلاینز
پرواز ۹۸۱ ترکیش ایرلاینز (TK981/THY981) یک پرواز برنامه‌ریزی شده از فرودگاه بین‌المللی استانبول به فرودگاه هیتروی لندن بود که یک توقف در مسیر خود در فرودگاه اورلی در پاریس داشت. در ۳ مارس ۱۹۷۴، هواپیمای مک‌دانل داگلاس دی‌سی-۱۰ که این پرواز را انجام می‌داد، در جنگل ارمنونویل، در ۳۷٫۷۶ کیلومتری پاریس سقوط کرد و تمام ۳۳۵ مسافر و ۱۱ خدمهٔ هواپیما جان باختند. این سقوط همچنین با عنوان فاجعهٔ هوایی ارمنونویل شناخته می‌شود. پرواز ۹۸۱ مرگبارترین سانحهٔ هواپیما در تاریخ هوانوردی تا ۲۷ مارس ۱۹۷۷ بود که در این روز ۵۸۳ نفر در برخورد دو بوئینگ ۷۴۷ در تنریف جان باختند. این حادثه هم‌اکنون مرگبارترین سانحهٔ تک‌هواپیما بدون هیچ بازمانده و دومین سانحهٔ اتلاف بدنهٔ هواپیما و مرگبارترین حادثهٔ مربوط به مک‌دانل داگلاس دی‌سی-۱۰ و مرگبارترین سانحهٔ هوایی رخ داده در فرانسه است.
این سانحه زمانی رخ داد که درِ محموله‌ای که به‌درستی ایمن نشده بود در عقب هواپیما باز و شکسته شد و باعث افت فشار کنترل‌نشده شد که در نتیجه کابل‌های حیاتی لازم برای کنترل هواپیما قطع شد.

## لیست مسافران
| ملیت      | تعداد |
| --------- | ----- |
| آرژانتین  | ۳     |
| استرالیا  | ۲     |
| بلژیک     | ۱     |
| برزیل     | ۵     |
| قبرس      | ۱     |
| فرانسه    | ۱۶    |
| یمن       | ۱     |
| عمان      | ۲     |
| چکسلواکی  | ۱     |
| اسرائیل   | ۴۸    |
| مراکش     | ۱     |
| نیوزیلند  | ۱     |
| پاکستان   | ۱     |
| شوروی     | ۱     |
| اسپانیا   | ۱     |
| سوئد      | ۱     |
| سوریه     | ۱     |
| ترکیه     | ۵۶    |
| ایران     | ۱۷۷   |
| افغانستان | ۲۵    |
| جیبوتی    | ۱     |
| Total     | 346   |

در این پرواز ۳۳۵ مسافر از کشورهای مختلف همچون ایران ، اسرائیل ، آمریکا و ترکیه و ۱۱ خدمه از جمله ۷ خدمه ترکیه ای و ۴ خدمه ایرانی حضور داشت.امین ثمره مرادی از مسافران ایرانی این پرواز بود.